# 钟楼社区
钟楼社区，中国山东省济宁市兖州市鼓楼街道所辖的一个社区，位于兖州城区南部。因此地明代时建有钟楼，故得名。面积0.08平方千米，总人口7000。邮编272100。行政区划代码370882001012。